# Vogue (Tanz)

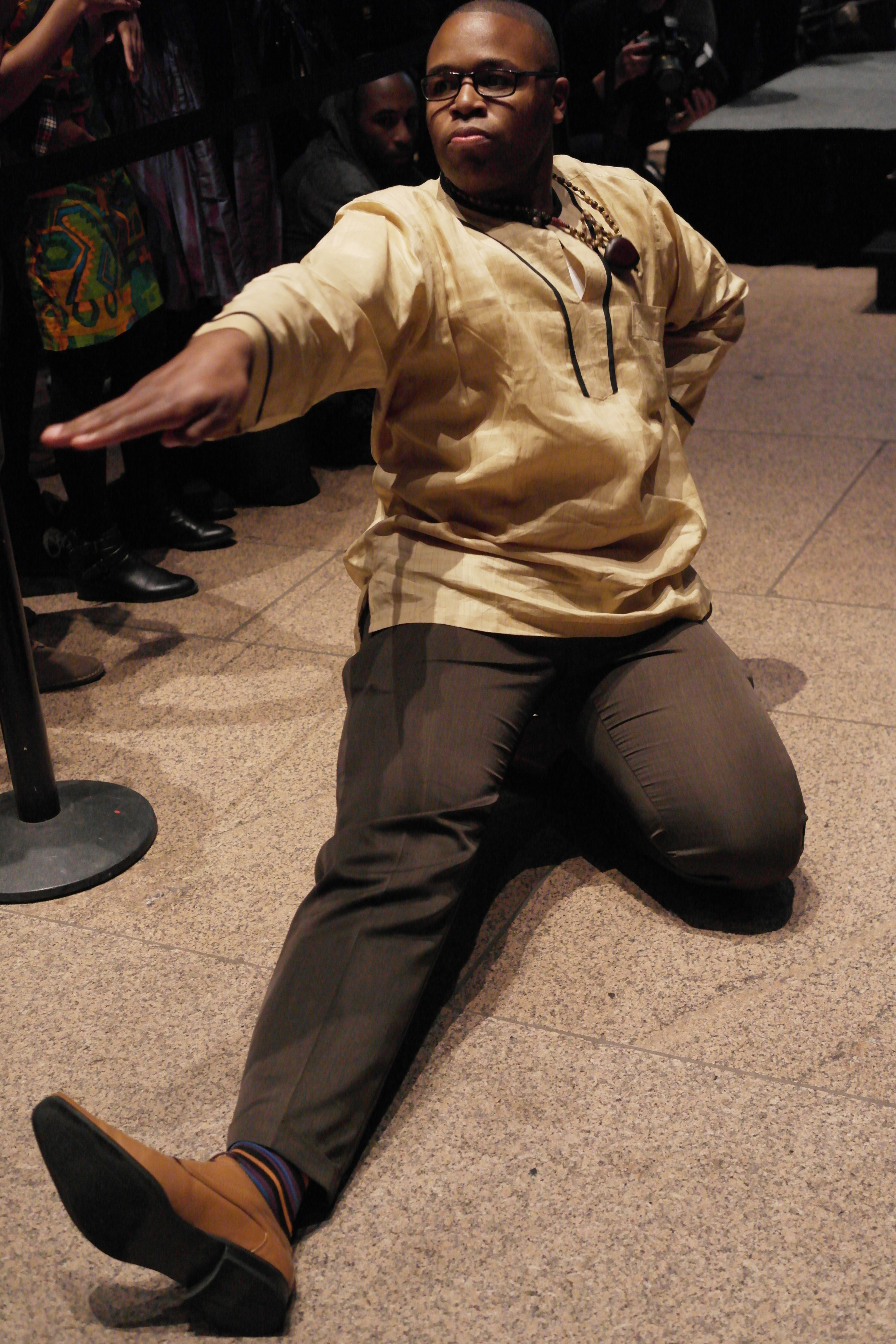
Voguing, New York City 2016

Vogue oder Voguing bezeichnet einen Tanzstil, der in den 1970er Jahren in der Ballroom-Szene der marginalisierten homosexuellen Subkultur von New York Harlem entstand. Die Bezeichnung stammt entsprechend von der gleichnamigen Modezeitschrift Vogue. Der Tanz gilt als sehr expressiv und körperbetont und galt zu Entstehungszeiten als friedliche Art, sich mit seinen Rivalen in der Szene zu duellieren und allgemein gesehen zu werden.
Die ursprüngliche Form nennt sich Old Way, diese entwickelte sich aus seinen typisch streng linearen und rechtwinkligen Arm- und Beinbewegungen in Anlehnung an Posen und Körperhaltungen von Models. Über die Jahre entwickelten sich aus der Ursprungsform zwei weitere Stile des Voguings namens New Way und Vogue Femme.

## Formen

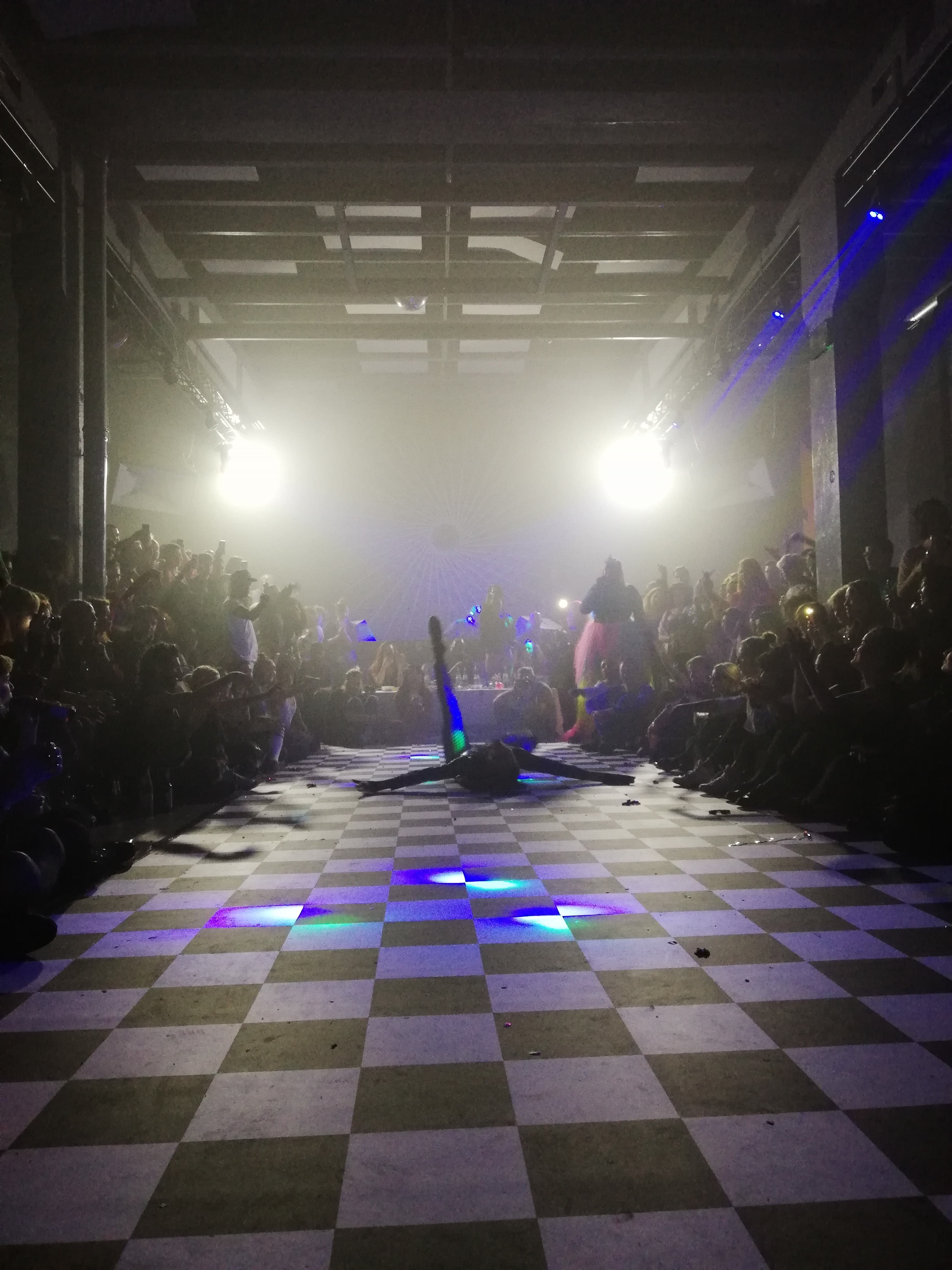
Vogue, Berlin 2018

Old Way (Pop, Dip & Spin): Diese Form, welche zu Entstehungszeiten „Pop, Dip and Spin“ hieß, ist bekannt für ihre Kombination von Bewegungsabläufen aus dem Breakdance, Popping, Martial Arts, ägyptischer Hieroglyphen und Posen, wie man sie aus Modezeitschriften kennt.
New Way: Für diesen Stil ist besonders charakteristisch, dass komplexe, abstraktere und geometrische Bewegungsabläufe im Tanz umgesetzt werden. Zu den Elementen gehören Boxen, Linien, Illusionen und Dehnungen, die mit dem ganzen Körper kreiert werden. Es wird besonders großen Wert auf Präzision und extreme Flexibilität gelegt.
Vogue Fem: Dieser Stil basiert stark auf die Ursprungsform Old Way und stellt eine weibliche Interpretation dar. In diesem Stil wird Wert darauf gelegt, Weiblichkeit, Sinnlichkeit, Sexualität und Grazie zu präsentieren. Man kann in diesem Stil zwischen den Formen „Soft and Cunt“ und „Dramatic“ variieren. „Soft and Cunt“ ist die weichere, grazilere, weiblichere Art Vogue Fem zu tanzen, während „Dramatic“ schneller und aggressiver ist. Vogue Fem beinhaltet fünf Elemente, die den Tanz ausmachen: Hand Performance, Catwalk, Duckwalk, Floor Performance und Spins and Dips. Auch hier wird der Tanz an Posen und Bewegungen von Modellen angelehnt. Das Element Catwalk zum Beispiel ist das bewusste Schreiten auf dem Laufsteg, das sich durch ausgeprägten Hüftschwung und das Überkreuzen der Fußballen beim Aufsetzen auf einer absolut geraden Linie auszeichnet. Jeder Schritt wird einzeln betont und mit den Schultern unterstützt.

## Entwicklung
In den frühen 1980er Jahren wurde er durch afroamerikanische und lateinamerikanische Homosexuelle erweitert und individualisiert.
Der Tanz wurde 1989 durch die Single-Veröffentlichung Deep in Vogue von Malcolm McLaren, den Song Vogue von Madonna aus dem Jahr 1990 sowie den Dokumentarfilm Paris brennt von Jennie Livingston auch beim internationalen Mehrheitspublikum populär.
Wichtiger sozialer Ort des Vogue-Tanzes seit seiner Entstehung sind Wettbewerbe, die zwischen familienähnlich gebildeten Vereinigungen, den Houses, ausgetragen werden. Die Houses tragen oft Markennamen oder Bezeichnungen aus der Modewelt, so beispielsweise das House of Dior, das House of Escada, das House of LaBeija oder das House of Xtravaganza.
„Vogue ist ein bisschen oberflächlich, weil man nach seinem äußeren Auftreten beurteilt wird“, sagte Tänzer und Tanzlehrer Archie Burnett 2014. „Wenn du aber sonst nichts hast, keine Arbeit, kein Geld, und du der Gesellschaft nichts bedeutest – you fake it to make it.“
Auf deutsche Bühnen hat es der Tanzstil Voguing unter anderem durch die Werke des amerikanischen Regisseurs Trajal Harrell geschafft.